# Juve contre Fantômas
Pour les articles homonymes, voir Fantômas (homonymie).
Série
Fantômas
(1913) Le Mort qui tue
(1913)
Pour plus de détails, voir Fiche technique et Distribution.
Juve contre Fantômas est un film muet d'aventures réalisé par Louis Feuillade, sorti en 1913.

## Synopsis
L’inspecteur Juve, aidé du jeune journaliste Fandor, continue la lutte contre Fantômas qui se fait tour à tour passer pour Gurn, le docteur Chaleck, l'homme noir. Mais Fantômas est accompagné d'une nouvelle comparse, Joséphine dite Joséphine la pierreuse.
Le combat continue du simplon-Express aux entrepôts de Bercy.

## Fiche technique
- Titre : Juve contre Fantômas
- Réalisation : Louis Feuillade
- Scénario : Louis Feuillade d'après Pierre Souvestre et Marcel Allain
- Photographie : Georges Guérin
- Montage : Georges Guérin
- Décors : Robert-Jules Garnier
- Production : Gaumont
- Produit en : septembre 1913
- Pays de production : France
- Format : Noir et blanc — 35 mm — 1,33:1  — film muet
- Genre : Film policier
- Drame sous intrigue policière en 4 parties et 46 tableaux : La catastrophe du Simplon-Express, Au crocodile, La villa hantée, L'homme noir
- Métrage : 1 288 mètres
- Durée : 63 minutes
- Date de sortie : 
  - France : 12 septembre 1913

## Distribution
- Georges Melchior : Jérôme Fandor, journaliste
- René Navarre : Fantômas / Dr. Chaleck / L'apache Loupart
- Edmond Bréon : L'inspecteur Juve
- Renée Carl : Lady Beltham
- Yvette Andreyor : Joséphine la pierreuse, complice de Loupart
- Jane Faber : Princesse Danidoff
- Laurent Morlas : Martialle
- Marthe Vinot